# Theristus parambronensis
Theristus parambronensis är en rundmaskart som beskrevs av Timm. Theristus parambronensis ingår i släktet Theristus och familjen Monhysteridae. Inga underarter finns listade i Catalogue of Life.